# Шиковка
Шиковка (рос. Шиковка) — село в Павловському районі Ульяновської області Російської Федерації.
Населення становить 658 осіб. Входить до складу муніципального утворення Шаховське сільське поселення.

## Історія
Від 2004 року входить до складу муніципального утворення Шаховське сільське поселення.

## Населення
| 2010 |
| ---- |
| 658  |